# Bierbaum am Auersbach
Bierbaum am Auersbach là một đô thị thuộc huyện Radkersburg thuộc bang Steiermark, nước Áo. Đô thị Bierbaum am Auersbach có diện tích 5,18 km², dân số thời điểm cuối năm 2005 là 478 người.